# Tjörnin

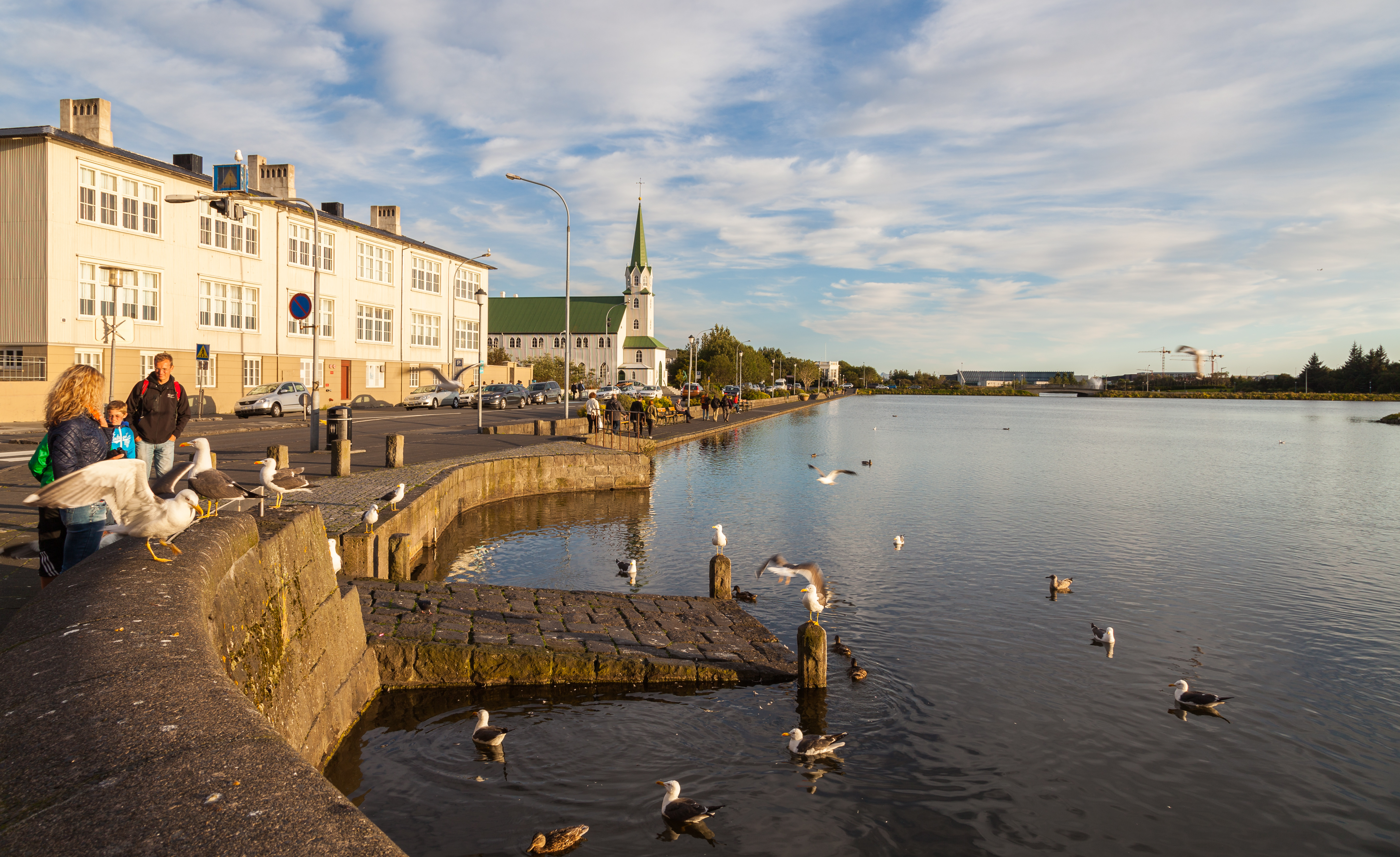
Riba del llac

El Tjörnin (també anomenat Reykjavíkurtjörn, 'el llac de Reykjavík') és un petit llac situat dins de Reykjavík, la capital d'Islàndia.

## Característiques
Malgrat les seves reduïdes dimensions és un dels més coneguts de l'illa, gràcies a la seva posició en l'entorn ciutadà, al nord-oest del cèntric districte de Miðborg, prop de l'Ajuntament i de diversos museus. Els edificis de la Universitat d'Islàndia es troben als voltants .
Es congela a l'hivern, però les autoritats escalfen i descongelen una part amb aigües termals destinada a les aus aquàtiques, en particular cignes, ànecs i oques.